# Serie 308 de Renfe
La serie 308 de RENFE, antigua serie 10.800 es un conjunto de locomotoras diésel-eléctricas de 520 kW de potencia y velocidad máxima de 120 km/h. Fabricadas entre 1966 y 1969 por General Electric y Babcock & Wilcox para la empresa española, fueron destinadas a uso mixto, maniobras y línea. Antiguamente estaba matriculada como serie 10800. 
Las locomotoras de esta serie solían ser utilizadas para labores de maniobras y tracción de pequeñas composiciones de mercancías, sustituyendo a la serie 303. Varias unidades han sido desguazadas y algunas otras se encuentran preservadas.
Estas locomotoras de servicio mixto derivan del modelo estándar U10B de General Electric, del cual circularon ejemplares por numerosos países. Se diferencian de este por la incorporación de un calderín de vapor para calefacción del tren, lo que modifica su aspecto exterior (tipo UM10B). Circularon como régimen de trenes de viajeros sin necesidad de utilizar el furgón como calderín y también para maniobras y pequeñas composiciones de mercancías que fueron sustituyendo en dichas tareas a la serie 303.
Serie de locomotoras diésel-eléctricas de 520 kW de potencia y velocidad máxima de 120 km/h. Fabricadas entre 1966 y 1969 por General Electric y Babcock & Wilcox, tenían motor Caterpilla y transmisión eléctrica. 
Debido a su escaso peso por eje, prestan servicio en líneas secundarias y se encuentran repartidas entre varias zonas de la red. Antiguamente estaba matriculada como serie 10800. Recibieron el mote de "yeye".
Varias unidades fueron desguazadas y algunas otras se encuentran preservadas como la 308.025, 308.017, 308.020, 308.036 y otras. Algunas unidades siguen todavía activas en la línea de Lérida a la Puebla de Segur, siendo utilizadas como atracción turística («Tren dels Llacs»).